# Общество Мартейн
Общество Мартейн (нидерл. Vereniging Martijn) — некоммерческая организация в Нидерландах, созданная в 1982 году и продвигавшая идеи общественного одобрения и легализации сексуальных отношений между взрослыми и детьми. После многолетних судебных разбирательств, Верховный суд Нидерландов в апреле 2014 года окончательно запретил её существование.

## История создания и деятельность
Идея создания подобной организации пришла в голову некоему осуждённому за сексуальные преступления Мартейну Тео (нидерл. Martijn Theo) во время отбывания им тюремного срока в Хертогенбосе. Во время заключения он решил создать организацию единомышленников, которые пережили нечто подобное что и он. После выхода из тюрьмы в 1980 году он вместе с тремя друзьями начал издавать журнал Martijn. В конце концов, в 1982 году единомышленники в Хогевене нотариально зарегистрировали некоммерческую организацию с одноимённым названием. Впоследствии журнал был переименован в OK Magazine.
Вскоре число членов организации возросло до 650 человек. Однако после потрясших соседнюю Бельгию в 1996 году серийных убийств сексуального маньяка Марка Дютру, численность организации стала стремительно падать. В 2006—2010 годах члены общества безуспешно пытались зарегистрировать политическую партию, выступающую за снижение возраста сексуального согласия для детей.
Основной деятельностью организации являлось издание журнала OK Magazine, выходящего 4 раза в год тиражом в 500 экземпляров. Журнал публиковал эссе и прозу, в том числе и содержащую педофильские мотивы, а также эротические или полуэротические детские фотографии. Журнал доставлялся 200 читателям по подписке, а также был в доступе в книжных магазинах. 17 мая 2005 года суд Алмело осудил одного человека за хранение и продажу этого журнала по статье, связанной с распространением детской порнографии, в связи с большим числом фотографий обнажённых детей и публикацией фотографий, содержащих изображений половых органов детей.
Также общество поддерживало интернет-сайт, публиковавший информацию о педофилии и поддерживающий интернет-форум.

## Судебные процессы и ликвидация
Министерство безопасности и правосудия постановило 18 июня 2011 года, что деятельность общества «Мартейн» не противоречит законодательству Нидерландов. И хотя некоторые члены общества подозреваются или уже были осуждены за хранение детской порнографии, однако эти преступления не были совершены в целях деятельности данной организации, поэтому это не дают повода ликвидировать общество.
Однако 27 июня 2012 года суд города Ассен постановил, что деятельность общества «Мартейн», насчитывающего к тому моменту около 60 зарегистрированных членов, противоречит нидерландскому законодательству и потребовал немедленного приостановления деятельности этой организации. По мнению судьи, призывы к легализации сексуальных контактов взрослых и детей идут в противоречие с признанными ценностями голландского общества.
Однако решение суда Ассена было отменено 2 апреля 2013 года вышестоящим судом в Леувардене. Судья мотивировал своё решение тем, что общество «Мартейн» не совершает противонарушений и не представляет опасности для общества, а его члены имеют законное право на свободу собраний. То что некоторые члены общества совершали сексуальные преступления в отношении несовершеннолетних, согласно суду, не лежит в ответственности организации. Судья также указал на то, что веб-сайт организации, повествуя о педофилии, не публикует никаких призывов к совершению сексуальных контактов. Таким образом, размещённые на нём тексты и фотографии не нарушают никаких законов Нидерландов.
В конце концов, 18 апреля 2014 года Верховный суд страны постановил окончательно ликвидировать общество «Мартейн». Согласно решению судьи, данная организация представляла собой опасность, так она возвеличивала сексуальные контакты с детьми и занималась пропагандой такой точки зрения. По мнению суда, ликвидация какой-либо организации в демократическом обществе является исключением, но в данном случае полностью оправдана.